# Бельман Іоанн
Іоанн (Ян) Бе́льман (дати народження і смерті невідомі) — львівський ливарник XIX століття.

## Роботи
Відливав дзвони для церков і костьолів. Фризи дзвонів оздоблював рослинним орнаментом, плащі дзвонів — композиціями на релігійні теми, написами. Відомо 11 дзвонів з його підписами, зокрема:
- в селі Маліковці (1805, Львівщина);
- в селі Жирівці (1807, Львівщина);
- в селі Махнівці (1822, Польща);
- в селі Сколівці (1832, Львівщина);
- в селищі Солотвині (1832, Івано-Франківська область);
- на вежі Львівської ратуші (1835).

У творах майстра відчувається відгомін стилю рококо; на їхньому декорі позначився вплив народного мистецтва.